# Криницкие
Криницкие (пол. Krynicki) — дворянский род.
Потомство Андрея Криницкого, хорунжего арматного (1687).

## Описание герба
В голубом поле повёрнутый топор.
Щит увенчан дворянскими шлемом и короной. Намёт на щите голубой подложен серебром. Нашлемник: подобный же топор.